# Sanitaire revolutie
De sanitaire revolutie was de scheiding van drink- en afvalwater in het Verenigd Koninkrijk in de negentiende eeuw die een belangrijke vooruitgang betekende bij het voorkomen van ziektes. Met vaccinatie en antibiotica was het een van de belangrijkste maatregelen waarmee de levensverwachting verhoogd werd en zo vaak een demografische transitie in gang zette.
Rond 1840 begon in het Verenigd Koninkrijk onderzoek naar de overdracht van besmettelijke ziektes als cholera en buiktyfus. John Snow ontdekte dat de cholera-epidemie van 1854 in Londen werd veroorzaakt door besmet water uit de waterpomp op Broad Street. Drink- en afvalwater werd daarna gescheiden en het afvalwater gezuiverd. De daaropvolgende sanitaire revolutie in de westerse wereld betekende dat steden voor het eerst geen zwarte gaten met een sterfteoverschot meer waren. Het was daarmee een van de belangrijkste ontwikkelingen op het vlak van de volksgezondheid. Buiten de westerse wereld vond de overgang langzamer plaats en heeft deze soms nog niet plaatsgevonden.